# Davidson, Minnesota
Xã Davidson (tiếng Anh: Davidson Township) là một xã thuộc quận Aitkin, tiểu bang Minnesota, Hoa Kỳ. Năm 2010, dân số của xã này là 42 người.